# Pengasinan (Rawalumbu)
Pengasinan is een bestuurslaag in het regentschap Kota Bekasi van de provincie West-Java, Indonesië. Pengasinan telt 56.409 inwoners (volkstelling 2010).